# Lijst van voetbalinterlands Macau - Maleisië
Deze lijst van voetbalinterlands is een overzicht van alle officiële voetbalwedstrijden tussen de nationale teams van Macau en Maleisië. De landen hebben tot op heden drie keer tegen elkaar gespeeld. De eerste ontmoeting, een kwalificatiewedstrijd voor het Wereldkampioenschap voetbal 1994, werd gespeeld in Kuala Lumpur op 5 mei 1993. Het laatste duel, een vriendschappelijke wedstrijd, vond plaats op 29 maart 2016 in Krubong.

## Wedstrijden
| № | Plaats       | Datum         | Competitie           | Wedstrijd        | Uitslag |
| - | ------------ | ------------- | -------------------- | ---------------- | ------- |
| 1 | Kuala Lumpur | 5 mei 1993    | WK 1994 kwalificatie | Maleisië − Macau | 9 − 0   |
| 2 | Taif         | 18 mei 1993   | WK 1994 kwalificatie | Macau − Maleisië | 0 − 5   |
| 3 | Krubong      | 29 maart 2016 | Vriendschappelijk    | Maleisië − Macau | 0 − 0   |

## Samenvatting
| Competitie        | Totaal gespeeld | Winst Macau | Gelijk | Winst Maleisië | Doelsaldo Macau – Maleisië |
| ----------------- | --------------- | ----------- | ------ | -------------- | -------------------------- |
| WK-kwalificatie   | 2               | 0           | 0      | 2              | 0 − 14                     |
| Vriendschappelijk | 1               | 0           | 1      | 0              | 0 − 0                      |
| Totaal            | 3               | 0           | 1      | 2              | 0 − 14                     |

AFM · 
A-internationals · 
Macaus vrouwenelftal
1980 – 1989 · 
1990 – 1999 · 
2000 – 2009 · 
2010 – 2019 ·
2020 − 2029
Bangladesh ·
Bhutan ·
Brunei ·
Cambodja ·
China ·
Filipijnen ·
Guam ·
Hongkong ·
India ·
Irak ·
Japan ·
Kazachstan ·
Kirgizië ·
Koeweit ·
Laos ·
Maleisië ·
Mauritius ·
Mongolië ·
Myanmar ·
Nepal ·
Noord-Korea ·
Oman ·
Pakistan ·
Salomonseilanden ·
Saoedi-Arabië ·
Singapore ·
Sri Lanka ·
Tadzjikistan ·
Taiwan ·
Thailand ·
Vietnam ·
Zuid-Korea
FAM · 
A-internationals · 
Maleisisch vrouwenelftal
Afghanistan ·
Algerije ·
Australië ·
Bahrein ·
Bangladesh ·
Bhutan ·
Bosnië en Herzegovina ·
Brazilië ·
Brunei ·
Cambodja ·
Canada ·
China ·
Engeland ·
Fiji ·
Filipijnen ·
Finland ·
Ghana ·
Hongkong ·
India ·
Indonesië ·
Irak ·
Iran ·
Israël ·
Jamaica ·
Japan ·
Jemen ·
Jordanië ·
Kenia ·
Kirgizië ·
Koeweit ·
Laos ·
Lesotho ·
Libanon ·
Liberia ·
Libië ·
Liechtenstein ·
Macau ·
Malediven ·
Marokko ·
Mongolië ·
Myanmar ·
Nepal ·
Nieuw-Zeeland ·
Noord-Korea ·
Oezbekistan ·
Oman ·
Oost-Timor ·
Pakistan ·
Palestina ·
Papoea-Nieuw-Guinea ·
Qatar ·
Saoedi-Arabië ·
Salomonseilanden ·
Senegal ·
Singapore ·
Sri Lanka ·
Syrië ·
Tadzjikistan ·
Taiwan ·
Thailand ·
Turkije ·
Turkmenistan ·
Uruguay ·
Verenigde Arabische Emiraten ·
Vietnam ·
Zuid-Korea ·
Zuid-Vietnam ·
Zweden